# Wysoka Władza Paula Fineta
Wysoka Władza Paula Fineta – Wysoka Władza Europejskiej Wspólnoty Węgla i Stali, która swoją działalność rozpoczęła 13 stycznia 1958, a zakończyła 15 września 1959 roku. Przewodniczącym był Paul Finet, a wiceprzewodniczącymi Dirk Spierenburg i Albert Coppé.
Wysoka Władza składała się z Przewodniczącego i 8 członków. Dwóch miała Francja, Belgia i Niemcy, a po jednym Holandia, Włochy i Luksemburg.

## Skład
| Kompetencje    | Członek                          |
| -------------- | -------------------------------- |
| Przewodniczący | Paul Finet                       |
|                | Albert Wehrer                    |
|                | Roger Reynaud                    |
|                | Heinz Potthoff                   |
|                | Enzo Giacchero                   |
|                | Léon Daum                        |
|                | Franz Blücher (do 26 marca 1959) |
|                | Albert Coppé                     |
|                | Dirk Spierenburg                 |